# ジョージ・ワシントン (原子力潜水艦)
| USS George Washington (SSBN-598) |                                                                     |
| 艦歴                             |                                                                     |
| 発注                             | 1957年12月31日                                                      |
| 起工                             | 1958年11月1日                                                       |
| 進水                             | 1959年6月9日                                                        |
| 就役                             | 1959年12月30日                                                      |
| その後                           | 原子力艦再利用プログラム                                            |
| 除籍                             | 1986年4月30日                                                       |
| 性能諸元                         |                                                                     |
| 排水量                           | 満載：6,709 トン 基準：5,959 トン                                   |
| 全長                             | 116.3 m (381.6 ft)                                                  |
| 全幅                             | 10 m (33 ft)                                                        |
| 喫水                             | 8.8 m (29 ft)                                                       |
| 最大速                           | 水上：16ノット (30 km/h; 18 mph) 水中：22ノット (41 km/h; 25 mph)   |
| 機関                             | 原子力ギアード・タービン                                            |
| 原子炉                           | WEC S5W原子炉 1基                                                   |
| 乗員                             | ブルー、ゴールド2チームの乗組員 各チームそれぞれ士官12名、兵員100名 |
| 兵装                             | 21インチ魚雷発射管6基 ポラリス・ミサイル16発                        |
| モットー                         |                                                                     |

ジョージ・ワシントン (USS George Washington, SSBN-598) は、アメリカ海軍のジョージ・ワシントン級原子力潜水艦。艦名は初代大統領ジョージ・ワシントンに因んで命名された。その名を持つ艦としては3隻目。

## 艦歴
ジョージ・ワシントンは1957年11月1日にコネチカット州グロトンのジェネラル・ダイナミクス・エレクトリック・ボート社で起工した。1959年6月9日にロバート・B・アンダーソン夫人によって命名、進水し、1959年12月30日にブルー班のジェームズ・B・オズボーン艦長、ゴールド班のジョン・L・フロム艦長の指揮下就役する。
本艦の当初の艦名はスコーピオン (USS Scorpion, SSN-589) であった。建造途中に130フィートのミサイル・セクションを挿入して船体が延長され、同時に改名された（同時期に建造中であった別の艦がその名と艦番号を引き継ぎ、後に不幸な事故に見舞われた）。しかしながら、前方の脱出ハッチの銘板は「USS Scorpion」のままであった。ジョージ・ワシントンのミサイル・コンパートメントの設計は後の艦級で再利用される予定であったため、挿入されたミサイル・セクションは他の同型艦よりも深い深度に耐えられる様に設計された。
ジョージ・ワシントンは1960年6月28日にグロトンを出航し、フロリダ州ケープカナベラルに向かう。ケープカナベラルで2基のポラリスミサイルを搭載し、ポラリス潜水艦開発計画長のW・F・レイボーン少将がオブザーバーとして乗り込み、大西洋ミサイル試験海域へ向かった。1960年7月20日、最初の水中からのポラリスミサイル発射を成功させる。12:39にジョージ・ワシントンの艦長はアイゼンハワー大統領へメッセージを送った：「POLARIS - FROM OUT OF THE DEEP TO TARGET. PERFECT.」2時間以内に2発目のミサイルが発射され、1,100マイル離れた着弾地域に到達した。
その後、ジョージ・ワシントンにはゴールド班の乗組員が乗艦した。1960年7月30日にもう2発のミサイルを搭載して潜航した。ゴールド班乗組員による整調は8月30日にグロトンで終了し、ジョージ・ワシントンは10月28日にサウスカロライナ州チャールストンの海軍兵器ステーションに向かった。同地でジョージ・ワシントンは16発のポラリスミサイルを搭載し、海軍殊勲部隊章を受章した。その後ブルー班が乗り組み、最初の戦略抑止哨戒に出航する。
ジョージ・ワシントンは66日後の1961年1月21日に最初の哨戒を完了し、コネチカット州ニューロンドンに寄港した。ゴールド班が艦を引き継ぎ、2月14日に2回目の哨戒に出航した。哨戒後、1961年4月25日にスコットランドのホーリー・ロッホに入港した。グロトンからの最初の出港から4年後、ジョージ・ワシントンは燃料補給を行った。就役から約100,000マイルの巡航を経験していた。

### 事故
ジョージ・ワシントンは太平洋艦隊へ転籍し、ハワイ州の真珠湾が新たな母港となった。1981年4月9日、佐世保の南南西約110カイリの東シナ海において浮上したジョージ・ワシントンは、貨物船日昇丸（忽那海運、2,350トン）と衝突した。日昇丸は約15分で沈没し、船員2名が行方不明、13名が護衛艦あおくもによって救助された。ジョージ・ワシントンはセイル部分を僅かに損傷した。
事故はおよそ1ヶ月後に鈴木首相とレーガン大統領の会談が予定されていた日米関係を緊張させた。日本では事故発生から報告まで24時間以上かかったことでアメリカに対する非難の声が上がった。また、日本の領海から20カイリの水域で浮上したジョージ・ワシントンがどのような活動を行っていたかの報告を要求した。ジョージ・ワシントンも P-3C 哨戒機も、日昇丸の乗組員を救助しようとはしなかった。
アメリカ海軍は当初ジョージ・ワシントンが急速潜航を行う際に事故を起こしたと発表し、次に急浮上したが濃霧と雨のため日本船を発見することができなかったとした。数日後に出された報告書では、乗組員は船が近くにいることを確認したが、潜水艦も哨戒機も共に貨物船が危機的な状況にあったことを理解していなかったとした。
4月11日、レーガン大統領を初めとするアメリカ政府高官は、事故に対して公式に遺憾の意を表した。そして遺族に対する補償を提案し、日本に対しては放射能汚染に関する心配はないことを発表した。一方でジョージ・ワシントンが日本の近海でどのような活動を行っていたかを明らかにすることに関して、および核ミサイルを搭載していたかに関しては回答を拒絶した。海軍は事故に対する責任を負い、ジョージ・ワシントンの艦長および当直士官は解任された。
8月31日、海軍は最終報告書を発表し、事故は乗組員数名の過失によって生じたと結論づけた。

### 退役
1982年、ジョージ・ワシントンは最後の哨戒を終えて真珠湾に帰還した。1983年にはワシントン州バンゴールでミサイルが降ろされ、その後真珠湾を出航、パナマ運河を通過してニューロンドンに戻った。
ジョージ・ワシントンは1985年1月24日に退役し、1986年4月30日に除籍された。その後原子力艦再利用プログラムに従ってピュージェット・サウンド海軍造船所で解体が行われ、作業は1998年9月30日に完了した。ジョージ・ワシントンのセイル部分は解体に先立って取り外され、ニューロンドンの Submarine Force Library and Museum で公開されている。「Georgefish」はその25年の経歴において、太平洋と大西洋の両方において55回の戦略抑止哨戒を経験した。